# Dorothée Chellier
Dorothée Chellier (née le 18 février 1860 à Alger et morte le 5 mars 1935 à Nice) est la première femme médecin de l'Algérie française entre 1895 et 1899.

## Biographie
Dorothée Chellier commence sa carrière comme officier de santé. Élève d'André Chantemesse, elle passe ensuite son doctorat de médecine en 1894 ce qui en fait l'une des premières femmes docteur en médecine après Madeleine Brès. En avril 1895, elle examine Louis Pasteur à l'Institut Pasteur à Paris.

## Franc-maçonnerie
Dorothée Chellier est initiée en 1895 au sein de l'Ordre maçonnique mixte international « le Droit humain » juste avant son départ pour l'Algérie. À son retour et la suite de son installation à Nice, elle s'affilie en 1911 à la loge « Eugène Piron » où elle est reçue par la sœur et présidente Blanche Mesnage qui souligne dans son discours d'accueil, les actions humanistes remarquables qu'elle a accomplies durant ses missions.